# عادل آرغند
عادل آرغند (زادهٔ ۱ فروردین ۱۳۸۰ در اهواز) بازیکن فوتبال اهل ایران است که در پست مهاجم برای باشگاه فوتبال استقلال خوزستان در لیگ برتر خلیج فارس بازی می‌کند.